# Segnale di soccorso alpino
Il Segnale di soccorso alpino è una segnalazione di pericolo che viene utilizzata in caso di emergenza in zone montuose. Esistono anche dei numeri telefonici di emergenza che permettono di contattare i servizi di emergenza tramite il telefono.

## Il segnale di soccorso alpino
Il segnale di soccorso alpino venne ideato nel 1894 da Clinton Thomas Dent e fu rapidamente adottato in tutte le nazioni.
Questo segnale consiste in una serie di sei fischi emessi in un minuto, ovvero un fischio ogni dieci secondi. Deve essere ripetuto alternandolo ad una attesa di un minuto.
La risposta a tale segnalazione viene data emettendo tre fischi in un minuto, anche in questo caso da ripetere dopo una pausa di un minuto. In questo modo la persona o gruppo in difficoltà avrà la conferma che la sua segnalazione è stata ricevuta.
Chiunque riceva il segnale di soccorso deve rispondere per conferma ed allertare i servizi di emergenza.
Il segnale di soccorso alpino può essere una serie di suoni, di lampi di luci o altre segnalazioni visibili:
- Segnali sonori - ad esempio grida, fischi, jodel (i toni gravi sono udibili a grande distanza)
- Segnali luminosi - per esempio torce elettriche o specchi da segnalazione (eliografo)
- Altri segni visibili - per esempio con vestiti o frasche di alberi.

### Segnalazione terra-aria

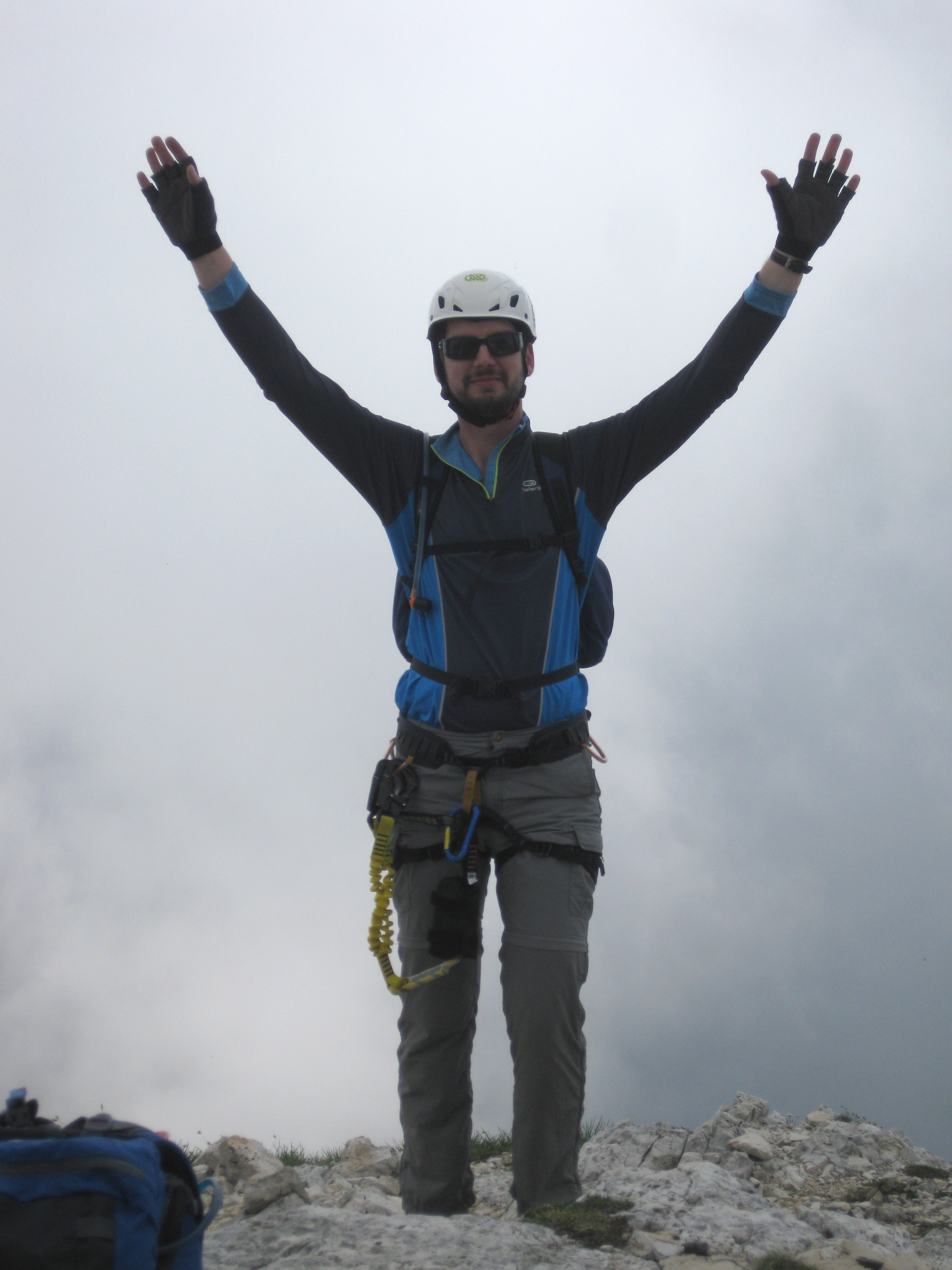
Dimostrazione del segnale convenzionale terra-aria per significare "sì"

Per comunicare con un elicottero a vista le persone a terra devono alzare entrambe le braccia - in modo da rassomigliare ad una lettera Y (yes, sì in lingua inglese) - per indicare "Sì, abbiamo bisogno di aiuto", oppure alzare un braccio ed abbassare l'altro - in modo da rassomigliare ad una lettera N per significare "no" - ovvero "Non necessitiamo di aiuto". Questo è particolarmente importante per l'equipaggio dell'elicottero in quanto può rapidamente distinguere le persone in difficoltà da altri gruppi presenti nella zona.

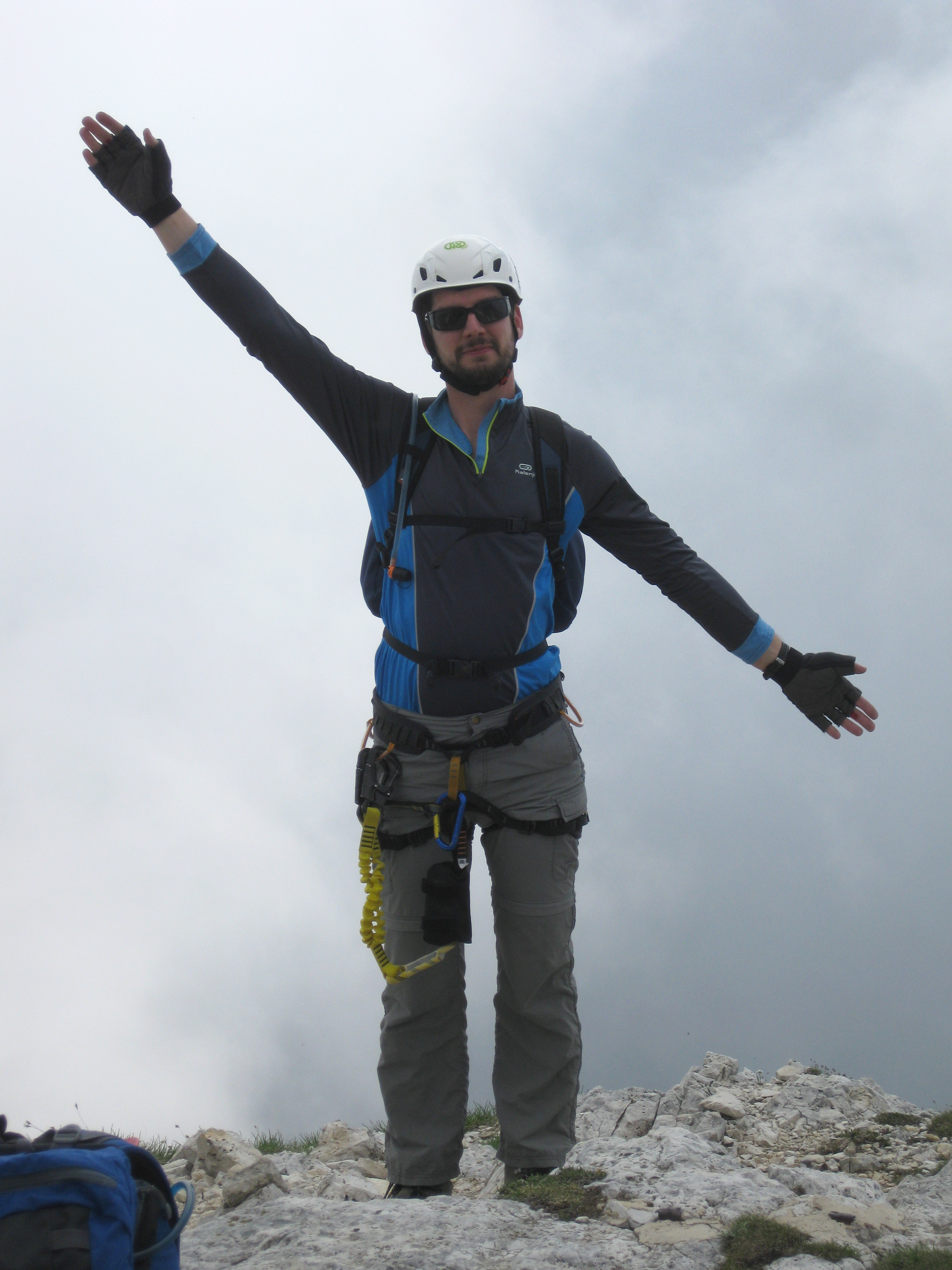
Dimostrazione del segnale convenzionale terra-aria per significare "No"